# Élections à l'Assemblée de Madrid de 2007
Les élections à l'Assemblée de Madrid de 2007 (en espagnol : Elecciones a la Asamblea de Madrid de 2007) se sont tenues le dimanche 27 mai 2007, afin d'élire les cent vingt députés de la huitième législature de l'Assemblée de Madrid.
Le scrutin voit le Parti populaire de Madrid (PPM) l'emporter avec une majorité absolue en voix et sièges.

## Contexte
Après l'imbroglio politique né des élections autonomiques du 25 mai 2003, un nouveau scrutin avait été convoqué le 26 octobre.
Au cours de celui-ci, le Parti populaire de Madrid, avec sa nouvelle tête de liste Esperanza Aguirre, réalise un score de 49,3 %, ce qui lui accorde 57 députés sur 111 à l'Assemblée de Madrid. Pour la première fois depuis 1983, un parti remporte une majorité absolue de sièges avec une majorité absolue en voix.
Cette victoire s'explique notamment par le recul de la Fédération socialiste madrilène-PSOE (FSM-PSOE), qui perd 140 000 voix environ, se retrouvant avec 39,7 % et 45 élus. Cet échec n'empêche pas son secrétaire général Rafael Simancas d'être triomphalement reconduit à son poste en juillet 2004, alors que la FSM-PSOE devient le Parti socialiste de Madrid-PSOE (PSM-PSOE). Quant à la troisième force parlementaire régionale qu'est la Gauche unie (IU), elle reste dans son étiage habituel en recueillant un total de 8,7 % des suffrages et 9 parlementaires.
Aguirre est investie le 20 novembre suivant. Elle est ainsi la première femme à présider cette communauté autonome et la première femme issue du PP à diriger une région espagnole.
Les élections législatives du 14 mars 2004 livrent à cet égard un résultat assez différent.
Traditionnellement en tête dans la circonscription la plus peuplée, le Parti populaire remporte 45 % des voix, ce qui constitue un recul de 7,5 points par rapport à 2000. Il abandonne ainsi 2 des 19 sièges au Congrès des députés dont il disposait ; à l'inverse le PSOE réussit une franche remontée, passant de 33 % à 44,1 %, ce qui lui permet d'engranger 16 élus, contre 12 précédemment. IU elle aussi subit un recul : elle obtient 6,4 % et 2 députés, ce qui constitue une perte de 2,7 points et un siège.

## Mode de scrutin
L'Assemblée de Madrid (en espagnol : Asamblea de Madrid) se compose de 120 députés, élus pour un mandat de quatre ans au suffrage universel direct, suivant le scrutin proportionnel à la plus forte moyenne d'Hondt. Le nombre d'élus n'est pas fixe puisque le statut d'autonomie prévoit que chaque député représente 50 000 habitants.
La Communauté de Madrid constitue une circonscription unique. Seules les forces politiques – partis, coalitions, indépendants – ayant remporté au moins 5 % des suffrages exprimés au niveau du territoire régional participent à la répartition des sièges.

## Partis et têtes de liste
| Formation politique | Formation politique                                               | Tête de liste     | Idéologie                                                      | Score en octobre 2003      |
| ------------------- | ----------------------------------------------------------------- | ----------------- | -------------------------------------------------------------- | -------------------------- |
|                     | Parti populaire de Madrid Partido Popular de Madrid               | Esperanza Aguirre | Centre droit Conservatisme, démocratie chrétienne, libéralisme | 49,3 % des voix 57 députés |
|                     | Parti socialiste de Madrid-PSOE Partido Socialista de Madrid-PSOE | Rafael Simancas   | Centre gauche Social-démocratie, progressisme                  | 39,7 % des voix 45 députés |
|                     | Gauche unie Izquierda Unida                                       | Inés Sabanés      | Gauche Communisme, républicanisme                              | 8,7 % des voix 9 députés   |

## Résultats

### Voix et sièges
|                          |                                                         |           |       |      |        |               |  |  |  |  |  |  |  |  |
| Parti                    | Parti                                                   | Voix      | %     | +/-  | Sièges | +/-           |  |  |  |  |  |  |  |  |
|                          | Parti populaire (PP)                                    | 1 592 162 | 53,29 | 4,81 | 67     | 10            |  |  |  |  |  |  |  |  |
|                          | Parti socialiste ouvrier espagnol (PSOE)                | 1 002 862 | 33,57 | 5,43 | 42     | 3             |  |  |  |  |  |  |  |  |
|                          | Gauche unie (IU)                                        | 264 782   | 8,86  | 0,36 | 11     | 2             |  |  |  |  |  |  |  |  |
|                          | Les Verts (LV)                                          | 33 044    | 1,11  | 0,14 | 0      | en stagnation |  |  |  |  |  |  |  |  |
|                          | Parti animaliste contre la maltraitance animale (PACMA) | 6 877     | 0,23  | Nv.  | 0      | en stagnation |  |  |  |  |  |  |  |  |
|                          | Alternative espagnole (AES)                             | 5 039     | 0,17  | Nv.  | 0      | en stagnation |  |  |  |  |  |  |  |  |
|                          | Pour un monde + juste (PUM+J)                           | 5 024     | 0,17  | Nv.  | 0      | en stagnation |  |  |  |  |  |  |  |  |
|                          | Parti communiste des peuples d'Espagne (PCPE)           | 4 231     | 0,14  | 0,07 | 0      | en stagnation |  |  |  |  |  |  |  |  |
|                          | Démocratie nationale (DN)                               | 3 518     | 0,12  | 0,01 | 0      | en stagnation |  |  |  |  |  |  |  |  |
|                          | Phalange espagnole (FE-JONS)                            | 3 123     | 0,10  | 0,03 | 0      | en stagnation |  |  |  |  |  |  |  |  |
|                          | Autres partis                                           | 15 419    | 0,52  | -    | 0      | -             |  |  |  |  |  |  |  |  |
|                          | Vote blanc                                              | 51 665    | 1,73  | 0,01 |        |               |  |  |  |  |  |  |  |  |
|                          |                                                         |           |       |      |        |               |  |  |  |  |  |  |  |  |
| Suffrages exprimés       | Suffrages exprimés                                      | 2 987 746 | 99,55 |      |        |               |  |  |  |  |  |  |  |  |
| Votes nuls               | Votes nuls                                              | 13 454    | 0,45  |      |        |               |  |  |  |  |  |  |  |  |
| Total                    | Total                                                   | 3 001 200 | 100   | -    | 120    | 9             |  |  |  |  |  |  |  |  |
| Abstention               | Abstention                                              | 1 457 789 | 32,69 |      |        |               |  |  |  |  |  |  |  |  |
| Inscrits / participation | Inscrits / participation                                | 4 458 989 | 67,31 |      |        |               |  |  |  |  |  |  |  |  |

### Analyse
Tandis que 213 000 citoyens supplémentaires exercent leur droit de vote, le Parti populaire de Madrid remporte le meilleur score de son histoire et consolide sa domination sur la Communauté de Madrid. Les élections régionales de mai 2003 et législatives de 2004 apparaissent donc davantage comme un incident que comme une véritable tendance en faveur des partis de gauche.
La formation d'Esperanza Aguirre parvient en effet à récolter 246 000 nouvelles voix, franchir le seuil des 1 500 000 suffrages favorables et empocher les 9 nouveaux sièges de député. C'est encore une fois le Parti socialiste de Madrid-PSOE qui fait les frais de la victoire conservatrice, puisqu'il recule à nouveau, de 81 000 voix environ, perdant de la sorte 3 nouveaux parlementaires. Par rapport au scrutin de mai 2003, ce sont 223 000 électeurs qui se sont ainsi détournés des socialistes. La Gauche unie ne paraît pas atteinte par les déboires du PSM-PSOE, puisqu'elle empoche 28 000 voix de plus qu'en octobre 2003 et – avec ses deux nouveaux élus – repasse la barre des 10 sièges à l'Assemblée de Madrid.

### Conséquences
Dès le 4 juin, poussé par une partie de ses cadres et l'appareil national, Rafael Simancas renonce à ses fonctions de secrétaire général du PSM-PSOE. Quinze jours plus tard, après deux jours de débat centré sur les privatisations, Esperanza Aguirre est réinvestie présidente de la communauté de Madrid par 67 voix contre 53.